# خاندان ماتسورا

نشان خاندان ماتسورا

خاندان ماتسورا (به ژاپنی: 松浦氏) یکی از خاندان‌های دایمیو و سامورایی ژاپنی در طول دوره سنگوکو و دوره ادو بود. پایگاه این خاندان در ولایت هیزن در جنوب ژاپن و همچنین فوجیساوا، کاناگاوا در استان کاناگاواِ کنونی بود.